# 蕭映
蕭 映（しょう えい、大明2年（458年）- 永明7年1月18日（489年3月5日））は、南朝斉の皇族。臨川献王。字は宣光。高帝蕭道成の三男。

## 経歴
蕭道成と謝貴嬪のあいだの子として生まれた。騎射を得意とし、声律を理解し、賓客を応接して振る舞いは優美であった。元徽4年（476年）、著作佐郎を初任とした。撫軍行参軍に転じ、南陽王文学をつとめた。昇明元年（477年）、蕭道成が沈攸之を討つと、蕭映は寧朔将軍となり、京口に駐屯した。昇明2年（478年）、沈攸之が滅ぶと、蕭映は中軍諮議・従事中郎・輔国将軍・淮南宣城二郡太守に任じられたが、いずれも受けなかった。仮節・都督南兗兗徐青冀五州諸軍事となり、南兗州刺史を代行した。まもなく給事黄門侍郎に任じられ、前軍将軍を兼ねた。冠軍将軍となり、正式に南兗州刺史となった。昇明3年（479年）、蕭道成が斉王となると、蕭映は開国郡公に封じられた。
同年（建元元年）、蕭道成が斉の高帝として即位すると、蕭映は使持節・都督荊湘雍益梁寧南北秦八州諸軍事・平西将軍・荊州刺史となり、臨川王に封じられた。さらに湘州刺史を兼ねた。次兄の豫章王蕭嶷がすでに陝西に駐屯していたため、蕭映は荊州に赴任しなかった。散騎常侍・都督揚南徐二州諸軍事・前将軍・揚州刺史に転じた。
建元2年（480年）、都督荊湘雍益梁巴寧南北秦九州諸軍事・鎮西将軍・荊州刺史として出向した。散騎常侍の位を解かれ、征西将軍に進んだ。永明元年（483年）、入朝して侍中となり、驃騎将軍の号を受けた。永明5年（487年）、開府儀同三司の位を受けた。
永明7年正月壬戌（489年3月5日）、死去した。享年は32。司空の位を追贈された。諡は献といった。

## 子女
9人の子があった。
- 蕭子晋（長男、東陽呉興二郡太守、秘書監・後軍将軍、左民尚書、南朝梁に入って輔国将軍・高平郡太守、謀反の罪で処刑された）
- 蕭子游（次男、太子洗馬、琅邪晋陵二郡太守、黄門侍郎、南朝梁初に姦通と殺人の罪で禁錮、兄とともに謀反の罪で処刑された）

## 伝記資料
- 『南斉書』巻35 列伝第16
- 『南史』巻43 列伝第33